# Волконский дольмен
Волконский дольмен — единственный сохранившийся в мире полноразмерный дольмен монолитного типа, то есть его камера полностью высечена в песчаниковой скале через небольшое входное отверстие. Расположен на дне речной долины в селе Волконка (район Большого Сочи, Кичмайский сельский округ) неподалёку от трассы Новороссийск — Сочи (часть автодороги А147). Популярный туристический объект, охраняется государством.

## Конструкция
Выбит в бесформенном скальном массиве серого песчаника, размерами 17х7,4х6 метров за счёт выборки более мягкой внутренней составляющей монолита. Фасад оформлен в виде портала плиточного дольмена. На высоте 4 метра была вырублена ровная площадка. Входное отверстие практически неповрежденное. Внутренняя камера имеет куполообразную (полусферическую) форму высотой около 1,5 метров с плоским полом. Стены камеры не шлифованы, возможно, камера не была завершена. Пробка дольмена отсутствует. С тыльной части дольмен имеет одну полусферическую лунку (см. фото), таким образом, одновременно, являясь и ритуальным чашечным камнем. Недалеко от этой лунки на склоне ущелья имеется родник — выход сероводородной минеральной воды. По мнению учёных возраст дольмена исчисляется тысячами лет.
Чуть выше по течению ручья — природный памятник, скалы «Два брата».

## Сохранность
В настоящее время памятник испытывает интенсивную нагрузку от многочисленных экскурсионных посещений, а также в связи с паломничествами различных сектантствующих[каких?] и эзотерических групп. Это приводит не только к неизбежному истиранию мягкого камня, но и к проявлениям вандализма. Для устранения вандальных надписей производится оббивка фасада бучардой, что в свою очередь приводит к всё большей утрате оригинальной поверхности объекта.
- Камера Волконского дольмена
- Лунка сзади дольмена